# Anton Schlüter (Unternehmen)

Logo

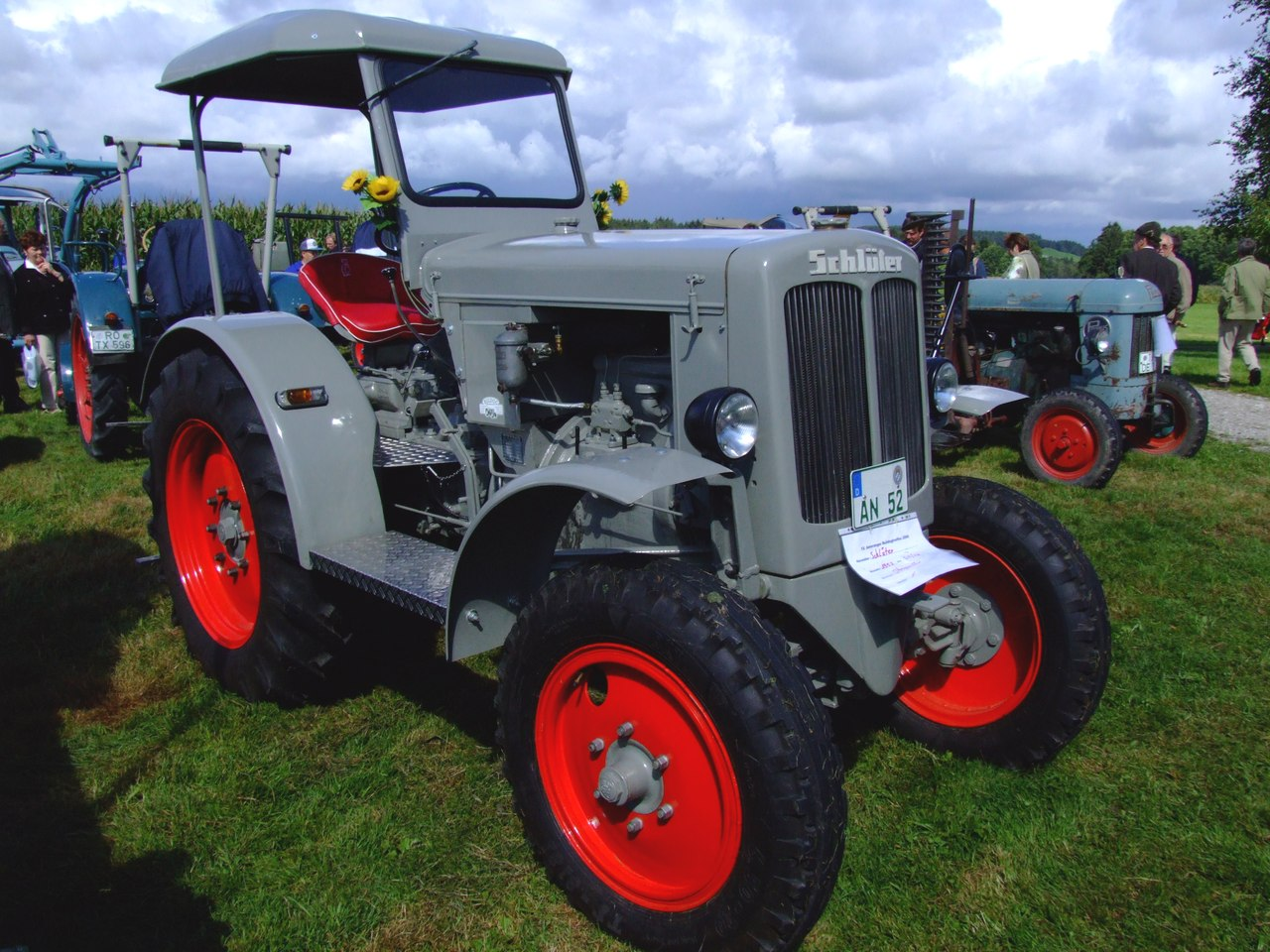
Schlüter DS25B, Baujahr 1952

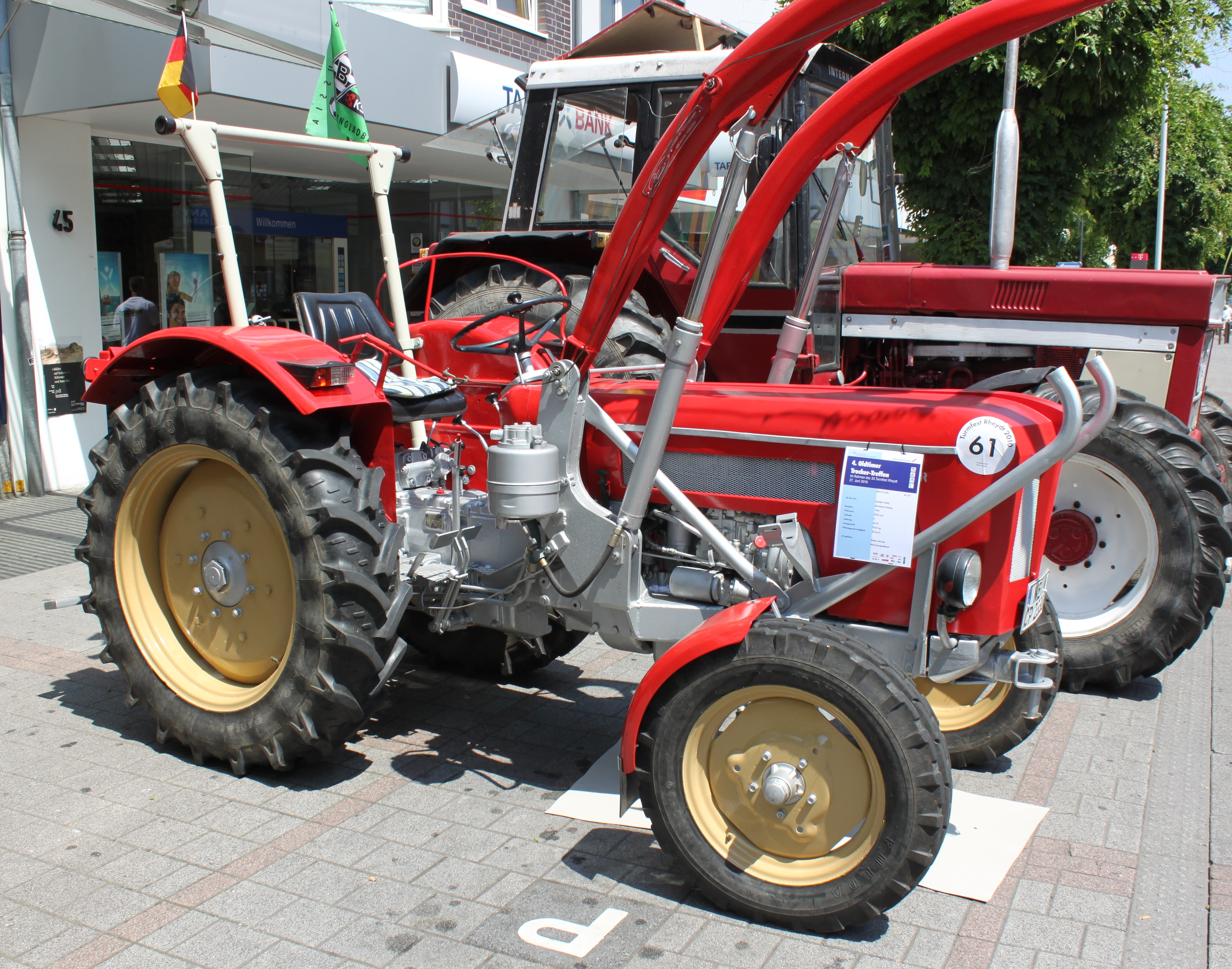
Schlüter S450, Baujahr 1963

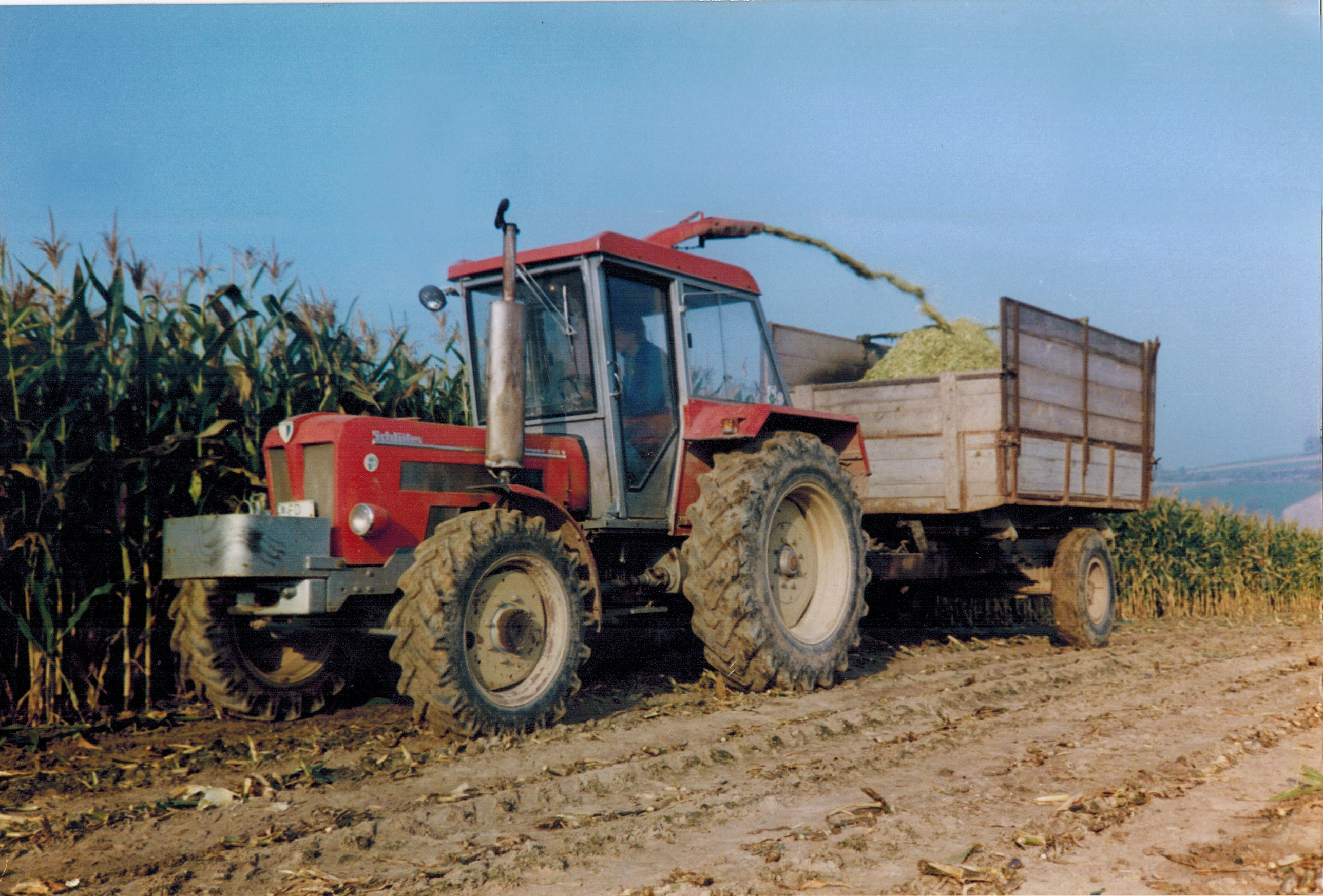
Schlüter Compact 850V bei der Maisernte 1986

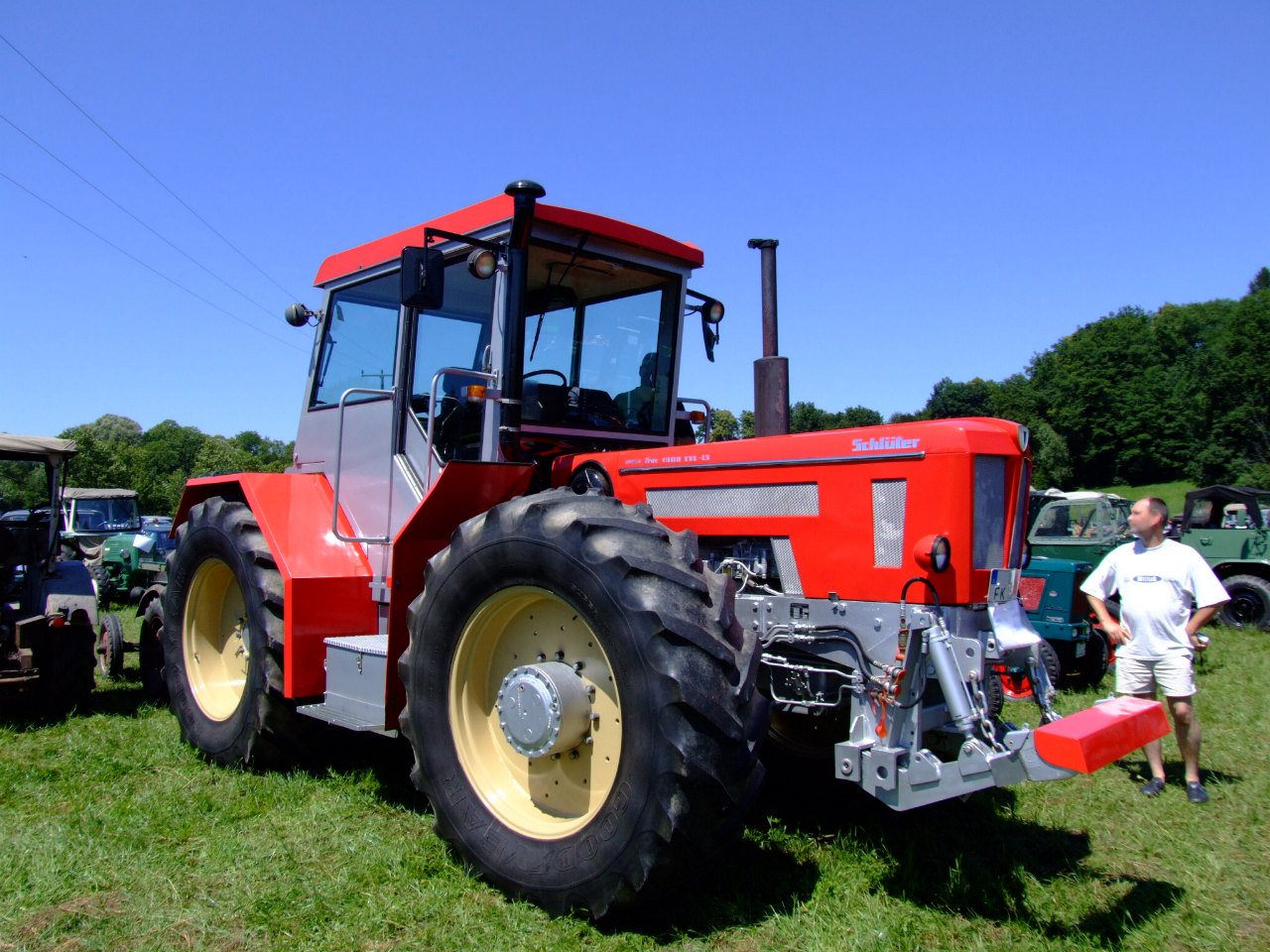
Schlüter Super Trac 1900 TVL-LS, Baujahr 1990

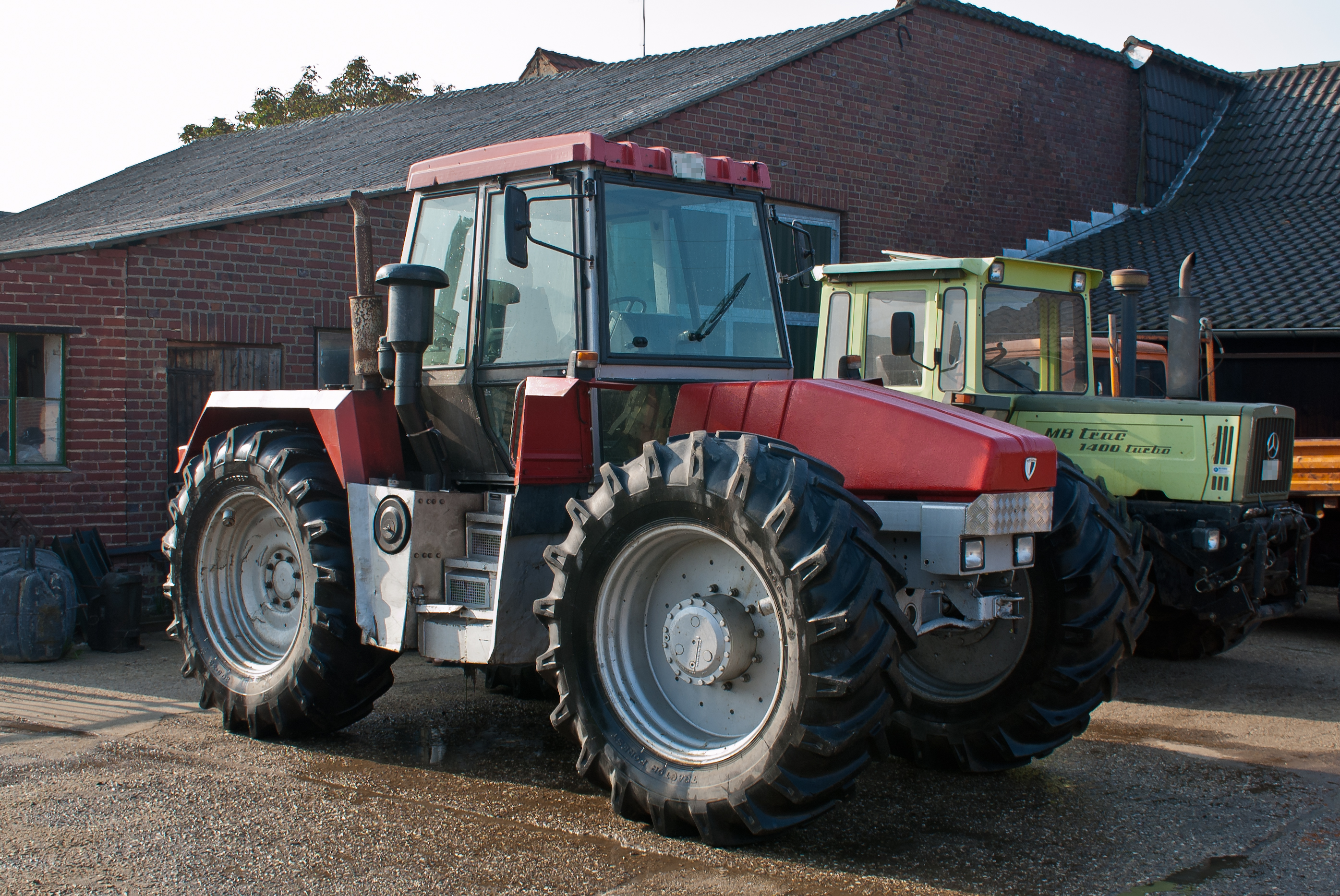
Schlüter Euro Trac

Anton Schlüter München war ein deutscher Hersteller von Traktoren und Stationärmotoren, die von 1937 bis 1993 produziert wurden.

## Anfänge
Das Unternehmen wurde 1899 von Kommerzienrat Anton Schlüter (1867–1949) zum Bau von Benzin- und Vielstoffmotoren gegründet. Zwölf Jahre später erwarb Schlüter in Freising die Maschinenfabrik Otto Schülein und baute sie in der Folge zur Gießerei um. Im Jahr darauf baute Schlüter nahe der Fabrik ein landtechnisches Versuchszentrum, das heute von der Molkerei Weihenstephan genutzte Schlütergut. Während des Ersten Weltkriegs wurde von den Architekten Jakob Heilmann und Max Littmann ein drittes Werk errichtet. Dieses entstand im Süden von Freising in der Nähe des Schlütergutes.

## Traktorenbau ab 1937
Schlüter begann im Jahr 1937 mit dem Bau von Traktoren. 1939 wurden gemeinsam mit Fritzmeier die ersten Schlepperverdecke entwickelt. Aufgrund des kriegsbedingten Benzinmangels wurden ab 1942 auch Holzgasschlepper und Holzgas-Elektro-Aggregate mit 25 und 50 PS produziert. Durch die Bombenangriffe auf München und auf Freising wurden sowohl das Münchener Werk als auch die Gießerei in Freising weitgehend zerstört.
Auf Basis der Holzvergaserschlepper wurde 1947/48 der Schlüter DSU mit Dieselmotor angeboten. 1949 übernahm Anton Schlüter junior (1888–1957) nach dem Tod seines Vaters die Führung der Schlüterwerke. Er entschied sich, das Werk in München und die Gießerei nicht wieder aufzubauen, sondern die Herstellung auf ein Werk zu konzentrieren. 1957 übernahm sein gleichnamiger Sohn Anton Schlüter (1915–1999).
Ab 1962 kamen die Schlüter-Traktoren mit einer von Louis Lucien Lepoix entworfenen Karosserie. Schlüter spezialisierte sich seit 1964 auf den Bau von Großschleppern. Dazu zählten die Baureihen Super (bis 280 PS), Super Trac (bis 300 PS) und Profi Trac (serienmäßig bis 320 PS). Die Baureihe kleinerer Modelle trug den Namen „Compact“. Der Begriff Trac in den Baureihenbezeichnungen bedeutet, dass es sich hierbei um Tracschlepper mit vier gleich großen Rädern handelt.
Im Jahre 1978 wurde als Unikat der stärkste Schlepper Europas, der Profi Trac 5000 TVL mit 368 kW (500 PS), gebaut. Der Bauauftrag kam vom jugoslawischen Staatschef Josip Broz Tito. Pläne zur Serienfertigung des 5000 TVL wurden mit den politischen Veränderungen in Jugoslawien nach 1990 hinfällig. 1989 wurde als neue Baureihe der Euro Trac mit bis zu 200 PS und verschiebbarem Ballastgewicht vorgestellt. Die Konkurrenz hatte Schlüter jedoch längst technisch überholt, und nach der Wende 1989 waren leistungsstärkere Standardtraktoren eher gefragt als Systemschlepper. So wurden vom Euro Trac insgesamt nur 184 Exemplare gebaut, bevor Schlüter Konkurs anmelden musste.
Zudem musste das Werk in Freising aus baurechtlichen Gründen geschlossen werden und es war geplant, in unmittelbarer Nachbarschaft ein neues Werk zu errichten. Anton Schlüter sah zudem die Chance die Produkte der Landtechnik Schönebeck nach Freising zu holen, um mit deren Systra-Systemschleppern das eigene Programm in der unteren Leistungsklasse zu vervollständigen. Dies kam einerseits aufgrund des Vetos der Treuhandgesellschaft, die Unternehmen aus den alten Bundesländern in die neuen bringen sollte, nicht zustande, andererseits auch am fortgeschrittenen Alter von Anton Schlüter.
Somit entschloss man sich, die Produktion sowie das Ersatzteillager nach Schönebeck zu verlegen. Von der Freisinger Belegschaft wurde bis auf einzelne Ausnahmen niemand übernommen, es konnte jedoch durch den Verkauf des Werksgeländes und des Schlüterguts ein Sozialplan für die ehemaligen Mitarbeiter finanziert werden.

## Stilllegung 1993

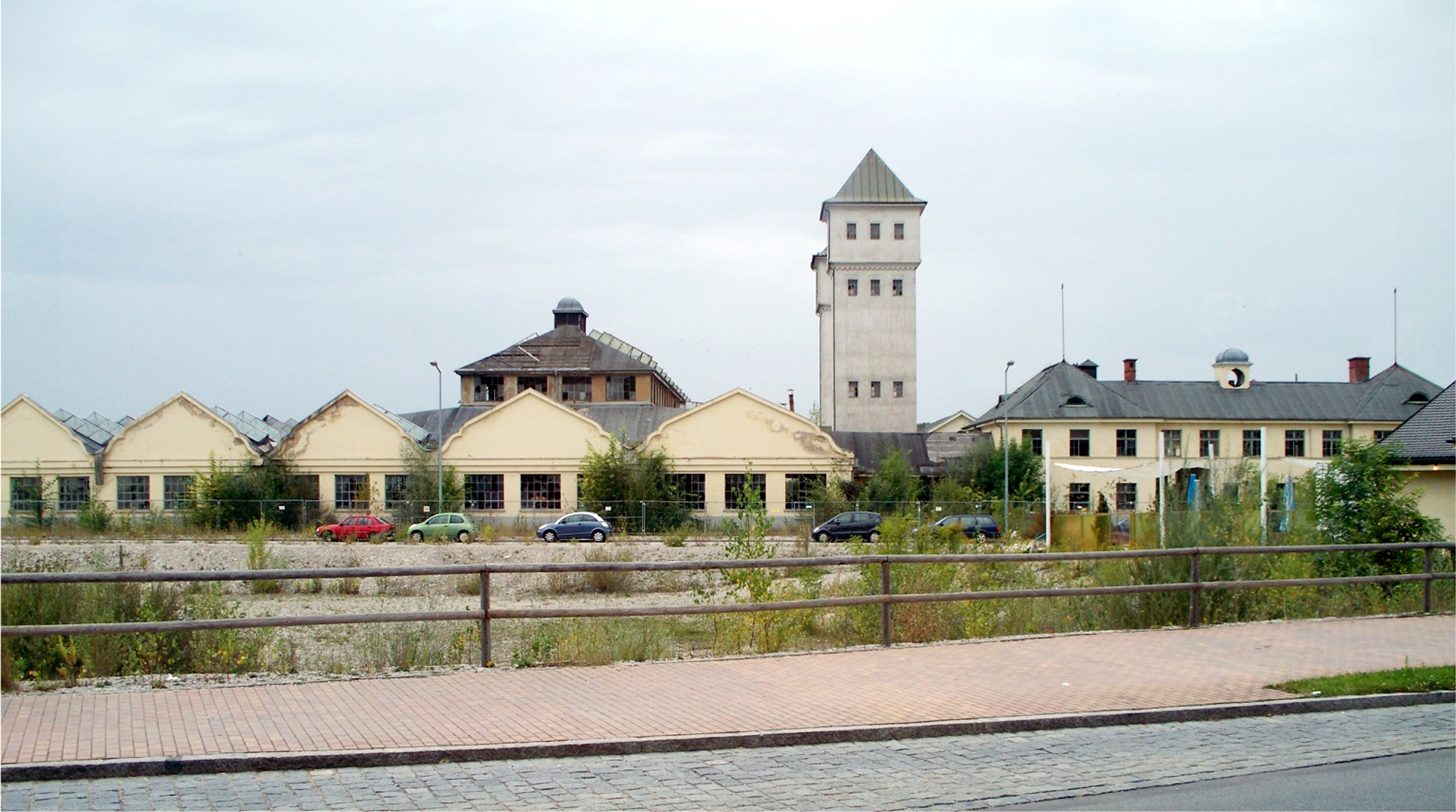
Ehemalige Schlüter-Werke in Freising (vor der Renovierung)

Als im Dezember 1993 das Werk in Freising schloss, wurde die Produktion des Euro Trac und in wenigen Fällen des Super Trac zur LandTechnik Schönebeck (LTS) (zur Zeit der Euro-Trac-Fertigung firmierte diese unter „Landtechnik Schlüter“) nach Schönebeck in Sachsen-Anhalt verlegt. Dort musste die Fertigung jedoch nach nur 32 produzierten Exemplaren eingestellt werden. Die Firma Egelseer in Fürth kaufte die übriggebliebenen Ersatzteile, aber auch Teilsätze für Schlüter Traktoren von der LandTechnik Schönebeck auf. So entstanden bis 2005 noch einige Eurotrac Systemschlepper sowie vereinzelt Standardschlepper des Typs Super und Compact.
Ursprünglich war seitens Egelseer geplant, mit einer komplett überarbeiteten Super Standardschlepper-Baureihe sowie den Eurotracs wieder in den Neuschleppermarkt einzusteigen. Es blieb jedoch bei circa 20 auf Nachfrage gebauten Schleppern.
Mehrere Fanclubs pflegen die Erinnerung an die bayerische Traktorenmarke und veranstalten regelmäßig Schlüter-Feldtage, die aber nicht mehr die Besucherzahlen der ursprünglichen „Schlütertage“ erreichen, an denen bis zu 30.000 Menschen teilnahmen.

## Schlüterhallen seit 2009
Das stillgelegte Werk in Freising stand mehr als ein Jahrzehnt als Industrieruine mit den zwei markanten Türmen am südlichen Ortseingang aus Richtung München. Die verbliebenen Gebäudeteile sind als Kulturdenkmal geschützt.
Bis Ende 2009 wurden die Gebäude renoviert und in das Einkaufszentrum Schlüterhallen umgestaltet. Ein restaurierter Schlüter-Schlepper fand darin einen Platz und erinnert an die frühere Nutzung der Hallen.